# 神劇
神劇（oratorio）是一種类似歌剧的大型声乐体裁，但它有一个叙述故事的人，通常同时使用管弦樂團、獨唱家以及合唱團。
神劇發源自17世紀初的義大利，是敘事型多樂章聲樂作品的其中一種形式。早期是以歌劇表演的方式搭配宗教性的文本（例如聖經）或對話，後來才演變為純粹歌唱的方式。隨著這種形式的發展，許多歌劇的作曲家與劇作家也涉入了神劇的領域。到巴洛克晚期，神劇的演唱風格與文本主題變得越來越世俗化，例如韓德爾的作品。

## 名称
神劇起源于意大利的奥拉托利会举行的戏剧表演，Oratorio一词便来自于奥拉托利会Oratory。当时的戏剧表演主题多是宗教性质的，有时有音乐伴奏。

## 历史
1600年前后，卡莱瓦利创作了第一部神劇《灵与肉的体现》，此时的演出还要求演员穿戏装，但音乐在其中已经占据了重要地位。卡里希米创作的神劇主要是为音乐会演出的，不再要求演出者穿戏装，也没有戏剧布景，从此正式确定了神劇的表演形式。
在德国，海因里希·许茨为神劇的发展做出了重要的贡献，他创作了复活清唱剧和圣诞清唱剧。
神劇的發展大約在18世紀時達到巔峰。
亨德尔创作了大约30部宗教和世俗神劇。他的第一部宗教神劇是1738年的《以色列人在埃及》，最后一部是1751年的《耶夫塔》，这些作品成为此后一百年英国音乐中最受人欢迎的作品，同时也是最著名的神劇作品。亨德尔的清唱剧当中，最著名的当属《弥赛亚》，他本人最为欣赏的是《參孫》。值得一提的是，一部分的韓德爾神劇雖然借材自聖經，實際上和教會卻沒有太大的關係。亨德尔也作有多首世俗性质的神劇，如著名的《塞墨勒》取材于希腊神话。亨德尔的大部分神劇都以英语写成，但是最后一部《时间与真理的胜利》当中他回归了自己的母语德语。
同时期的著名神劇还有巴赫的六部《圣诞节清唱剧》，《复活节清唱剧》以及《升天节清唱剧》，《马太受难曲》。
在亨德尔和巴赫之后，海頓以亨德尔为榜样创作了《四季》和《創世紀》，贝多芬曾写过《基督在橄榄山》（不算很成功）。19世纪的清唱剧代表作有门德尔松的《以利亞》，在当时大受好评。
到了20世纪，斯特拉文斯基在其新古典主义创作时期写过歌劇-神劇《俄狄浦斯王》，取材于希腊神话。英国作曲家埃尔加写过多首神劇，其中最著名的《吉伦舍斯之梦》是否属于神劇音乐学者一直有争议；蒂皮特的《我们时代的孩子》受到了极高的评价，他的题材是纳粹对犹太人的屠杀；此外布里顿的著名作品《战争安魂曲》也被认为具有清唱剧的形式。由此我们也可以看到清唱剧的发展即使到了20世纪仍然是由英国作曲家主导的，这与亨德尔在英国音乐史上的深远影响是分不开的。

## 形式
神劇通常包含以下部份：
- 序曲，作为引子引出整部作品，给出基调。常见的形式是慢板开始到快板赋格段。
- 宣敘調，可以用于表现剧中人物的对话，或者以叙述者的角度来交代劇情，起到连贯整部作品结构的作用。
- 詠嘆調，聲樂家獨唱或重唱，主要抒发剧中人的情感，此时剧情往往是静止的。
- 合唱，表现群众场面，或者发表作者的看法和观点。
  - 大合唱，通常為宏偉的，用來傳達榮耀的感覺，神劇中的合唱經常會使用到定音鼓、小號等樂器伴奏。

在亨德尔的时代，神劇演出时往往还有大协奏曲作为序曲前的铺垫或者幕间休息的间奏曲同时演出。

## 风格
神劇與歌劇在音樂型態和風格等許多方面都非常的類似，其和歌劇最大的不同在於神劇沒有布景、化妝以及戲劇表演，且合唱在神劇中的地位更加重要。
神劇大都包含有宣叙调。相对于歌劇强调戏剧张力的对白而言，神劇的宣叙调通常更强调为作品铺陈结构，同时展示作曲家的审美趣味。
神劇的咏叹调可以温柔甜美，也可以精巧热烈。许多咏叹调都可以单独演唱，成为传世经典，例如亨德尔的《以色列人在埃及》当中的“上帝是我的力量”。
神劇当中合唱和大合唱往往占据了非常重要的地位，他们被用来表现群众一同祈祷，同声赞美等等宏大的场面。大合唱一般气势雄伟，音响宏大，亨德尔的《弥赛亚》第二部分终曲《哈利路亚大合唱》更是大大小小的合唱团和唱诗班的保留曲目，在西方幾乎人人皆知。

## 外部連結
- Oratorio 的發展史（英文）